# Losa del Obispo
Losa del Obispo – gmina w Hiszpanii, w prowincji Walencja, we wspólnocie autonomicznej Walencja, o powierzchni 12,17 km². W 2011 roku liczyła 574 mieszkańców.